# Rissoa decorata
Rissoa decorata is een slakkensoort uit de familie van de Rissoidae. De wetenschappelijke naam van de soort is voor het eerst geldig gepubliceerd in 1846 door Philippi.